# Arend Friedrich Wiegmann
Arend Joachim Friedrich Wiegmann (30 de marzo de 1770 - 12 de marzo de 1853) fue un farmacéutico, agrónomo, y botánico alemán, aborigen de Haderslev.
Originalmente fue un aprendiz de botica de su tío, en Brunswick, gastando los siguientes años trabajando en varias farmacias tanto en Alemania como en Suiza. A seguidas del deceso de su tío farmacéutico en 1796, hereda la "Farmacia de Braunschweig", y posteriormente vende para concentrarse en los estudios científicos. En 1820 se convierte en docente de Historia natural en el Collegium Carolinum de Braunschweig, y en 1832 recibirá el título de profesor.
Wiegmann es recordado por su manual de 1839 sobre fitopatología : Die Krankheiten und krankhaften Missbildungen der Gewachse. También publicó una importante obra involucrando los orígenes de las turberas llamado Über die Entstehung, Bildung und das Wesen des Torfes.
Fue el padre del zoólogo Arend Friedrich August Wiegmann (1802-1841).

## Honores

### Epónimos
El género Wiegmannia Hochst. & Steud. ex Steud. 1841 de la familia Rubiaceae es nombrado en su honor.
- La abreviatura «Wiegmann» se emplea para indicar a Arend Friedrich Wiegmann como autoridad en la descripción y clasificación científica de los vegetales.[1]